# Siracourt

Siracourt este o comună în departamentul Pas-de-Calais, Franța. În 2009 avea o populație de 241 de locuitori.